# Alexander Bazdrigiannis
Alexander Bazdrigiannis  (sinh ngày 18 tháng 2 năm 2002) là một cầu thủ bóng đá người Đức hiện thi đấu ở vị trí tiền đạo cho câu lạc bộ 1. FC Schweinfurt 05.

## Đời sống cá nhân
Sinh ra ở Đức, Bazdrigiannis là người gốc Hy Lạp.

## Thống kê sự nghiệp
Tính đến 1 tháng 7 năm 2022
| Câu lạc bộ     | Mùa giải  | Liên đoàn | Liên đoàn | Liên đoàn | Cúp     | Cúp       | Châu lục | Châu lục  | Khác    | Khác      | Tổng cộng | Tổng cộng |
| Câu lạc bộ     | Mùa giải  | Hạng đấu  | Số trận   | Bàn thắng | Số trận | Bàn thắng | Số trận  | Bàn thắng | Số trận | Bàn thắng | Số trận   | Bàn thắng |
| -------------- | --------- | --------- | --------- | --------- | ------- | --------- | -------- | --------- | ------- | --------- | --------- | --------- |
| SC Freiburg II | 2021–22   | 3. Liga   | 5         | 0         | –       | –         | –        | –         | 0       | 0         | 5         | 0         |
| Tổng cộng      | Tổng cộng | Tổng cộng | 5         | 0         | 0       | 0         | 0        | 0         | 0       | 0         | 5         | 0         |